# الغرابه
الغرابه قرية سعودية، تتبع محافظة تربة في منطقة مكة المكرمة.

## الوصف
تبعد القرية عن المركز 6 كم بإتجاه الجنوب الغربي، نوع الطريق أسفلت. أقرب مدينة أو قرية بها تعليم هي الحشرج التي تبعد 3 كم. أقرب مدينة أو قرية بها صحة الحشرج. الخدمات العامة: مركز إداري وكهرباء عامة وخدمة بلدية وخدمة بريد وهاتف وبث تلفزيوني.